# Sparring
För andra betydelser, se Sparring (olika betydelser).
Sparring är en träning i kampsport, som kan liknas vid slagsmål under kontrollerade former i övningssyfte. Sparring sker oftast i träningslokal, mot en eller flera personer. Sparring är särskilt vanligt utan vapen, såsom i boxning och karate, men sparring med träningsvapen förekommer. Dessa är då i allmänhet attrapper utan egg och/eller tillverkade av mjukt material. Sparring har alltid regler, som styr utövningen mer eller mindre hårt, och gränsen mellan styrda parövningar och sparring kan ibland vara flytande. 
I kinesiska konster förekommer sparringformer som kallas chin na eller push hands. I de japanska kudokonsterna benämns sparring ofta randori, men i karate heter det kumite. I den brasilianska kampdansen capoeiran är rodan det närmaste man kommer sparring. I brasiliansk jujutsu kallas sparring ofta för att "rulla" med någon. 